# 쓰론 (스타워즈)
쓰론(Thrawn)은 스타워즈 캐넌과 레전드 세계관의 등장인물이며 본명은 미쓰루누루오도(Mitth'raw'nuruodo)이다. 은하 제국의 대제독이었다.

## 상세
대제독 쓰론은 언제나 냉정하게 생각하였다.

## 그 외
세계관 리부트 이후 캐넌 작품 애니메이션 스타워즈 반란군 시즌3에서 등장한다.